# Kylie Bax
Kylie Bax (5 de enero de 1975) es una modelo y actriz neozelandesa. Ha aparecido en portadas de revista internacionales como Vogue y Marie Claire.

## Modelaje
Habiendo siendo una ganadora de concursos de belleza en su adolescencia, Bax fue descubierta en un supermercado de Nueva Zelanda por un agente de Clyne Model Management. Después de descubrir su potencial como modelo, se mudó a Nueva York. Allí se convirtió en la protegida de Steven Meisel. Una vez descubierta, su carrera fue un éxito mundial, siendo contratada por la agencia Women en Nueva York, Marilyn en Paris, y Storm en Londres.
Ha figurado en la portada de Vogue, Marie Claire, Harper's Bazaar & Mode Australia, Maxim, Vanity Fair, y ELLE. Ha aparecido en más de 20 portadas de Vogue alrededor del mundo. 
Ha trabajado con fotógrafos como Karl Lagerfeld, Helmut Newton y Richard Avedon.
En 2000, Bax se unió a Estella Warren, Veronica Vařeková, y Michelle Behennah en el  Sports Illustrated Swimsuit Issue anual. Ha anunciado campañas de Club Monaco, Anna Sui, Clinique, Ann Taylor, DKNY, Escada, Gianfranco Ferre, Giorgio Armani, Louis Vuitton, Oscar de la Renta, Sonia Rykiel, Gianni Versace, Moschino, Nars, and Valentino. Ha desfilado para Moschino, Oscar de la Renta, Chanel, Christian Dior, Christian Lacroix, y Valentino, Glistening Examples, Gucci, Galliano, Donna Karan, Cynthis Rowley, Calvin Klein, Joop, Alexander McQueen, Phillip Treacy, Karl Lagerfeld, Chloe, Ralph Lauren, Prada y Miu Miu. 
En 2009, Bax demandó a la revista francesa Max Magazine por usar imágenes de ella desnuda en su portada. Las imágenes habían sido tomadas seis años antes, y Max Magazine no estaba pagando por su uso.

## Filmografía
- Tennis, Anyone...? (2005)
- Get Over It (2001)
- Perfume (2001)
- Boys and Girls (2000)
- Jill Rips (2000)
- We Married Margo (2000)
- The Big Tease (1999)
- Storm Catcher (1999)

## Vida personal
Bax creció en la granja de cría de caballos de sus padres en Thames, Nueva Zelanda. Ha tenido un matrimonio y divorcio muy publicitado. En 2016 y 2017, Bax apoyó la elección de Donald Trump como presidente de Estados Unidos.